# Pahada
Pahada (nep. पहाडा) – gaun wikas samiti w zachodniej części Nepalu w strefie Karnali w dystrykcie Dolpa. Według nepalskiego spisu powszechnego z 2001 roku liczył on 315 gospodarstw domowych i 1733 mieszkańców (869 kobiet i 864 mężczyzn).